# Домоцький Борис Степанович
Домоцький Борис Степанович (нар. 14 червня 1962, Горбове) — український громадський діяч, краєзнавець.

## Біографія
Родом із села Горбове Новгород-Сіверського району. Після закінчення із золотою медаллю Новгород-Сіверської середньої школи-інтернату імені К. Ушинського з 1979 по 1984 роки навчався в Чернігівському державному педагогічному інституті імені Т. Г. Шевченка на історичному факультеті.
Отримав направлення в Биринську середню школу Новгород-Сіверського району, у якій з 1985 по 1995 роки працював директором. З 1996 по 2010 роки працював вчителем у Новгород-Сіверській школі № 2. У 2014 році — заступник голови Новгород-Сіверської районної державної адміністрації.
Тривалий час очолював районну організацію Народного Руху та Української Народної партії, обирався депутатом районної ради трьох скликань.
Голова Свято-Воскресенської громади української церкви в Новгороді-Сіверському. Активний діяч товариства «Просвіта» імені Т.Шевченка.
Автор книг «Подорож Новгород- Сіверським Подесенням: краєзнавчі етюди», «Новгород — Сіверський — європейське місто» Засновник і видавець газети «Правий берег Десни»
Публікувався в районній та обласній пресі. Член Національної спілки журналістів. Написав більше 200 статей та нарисів з політичної публіцистики, краєзнавства, проблем екології, моралі, освіти, відродження культури та духовності.
Як дослідник історії рідного міста, посилаючись на Олександра Оглоблина, спростовує поширену версію про будівництво тріумфальної арки на честь проїзду російської імператриці Катерини II.